# Économie du Népal
L'économie du Népal est l'une des plus pauvres du monde bien que le taux de population vivant sous le seuil de la pauvreté a diminué de moitié en passant de 50 % en 2004 à 25 % en 2011. Cependant, Duncan Campbell de l’Organisation Internationale du Travail (OIT), souligne que si la pauvreté diminue, elle diminue au regard des standards népalais et non des standards internationaux. Il considère que ce qui est vu comme une diminution de la pauvreté par les autorités népalaises est en réalité une diminution de l’extrême pauvreté se traduisant par une augmentation de la précarité de l’emploi. Près de 70 % des ménages népalais sont dans une situation de vulnérabilité où ils risquent de sombrer dans la pauvreté en vivant avec moins de 2,24 € par jour).
Selon les experts internationaux, son PNB classe ce pays parmi les dix plus pauvres du monde. Actuellement, il survit grâce à l'aide internationale et aux organisations mondiales. Aujourd'hui, l'espérance de vie pour les népalais est de 68 ans en moyenne (UNICEF 2012).
L'agriculture est le secteur principal de l'économie du Népal, fournissant un emploi à plus de 80 % de la population et comptant pour 40 % du PNB. L'activité industrielle consiste principalement dans le traitement des produits agricoles comme le jute, la canne à sucre, le tabac et les céréales.
Il y a un peu plus d'un demi-siècle seulement, le Népal était encore un royaume fermé aux étrangers. Ce n'est qu'en 1951, lorsqu'il décida de s'ouvrir au monde extérieur, qu'il reçut ses premiers visiteurs.

## Secteur primaire

### Pollution et environnement
Il y a cinquante ans, personne ne parlait au Népal de sauvegarde du patrimoine naturel, de protection de la faune et de la flore, ni de pollution. Du fait de l'augmentation des trekkings et des expéditions, certains camps de base s'étaient transformés au fil des années en véritable décharge publique : boîtes de conserve, tentes déchirées, bouteilles d'oxygène et autres détritus jonchaient le sol. La prise de conscience en occident et la réglementation népalaise ont bien amélioré les choses. Les trekkings et expéditions ont maintenant l'obligation de ramener leurs déchets à Katmandou pour pouvoir récupérer la taxe versée à cet effet.

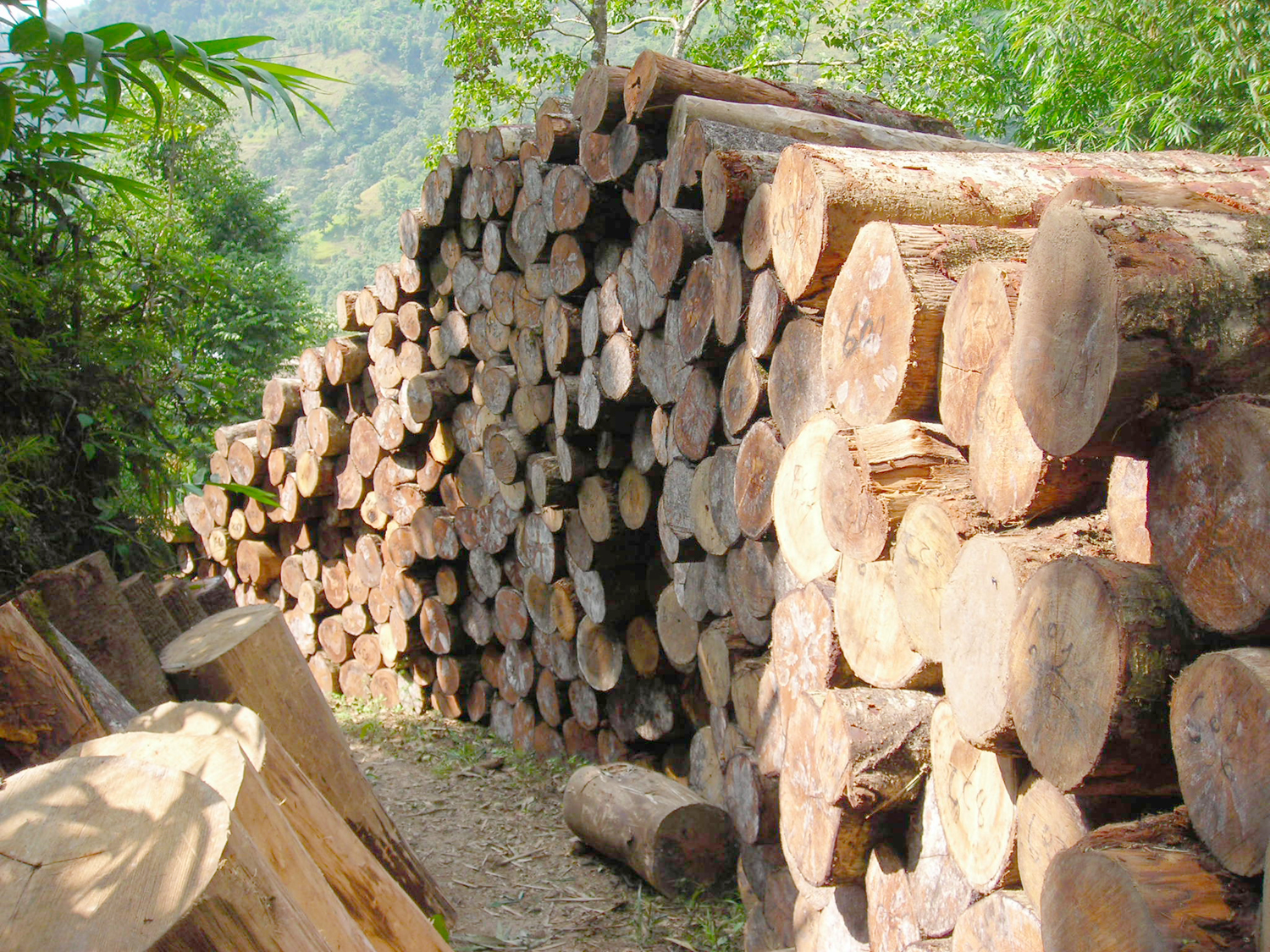
Déforestation dans le district d'Ilam.

L'utilisation systématique du bois de construction et de chauffe par les népalais, associée à l'augmentation de la démographie, ont produit une déforestation massive. De la même façon, le développement des trekkings et des expéditions qui s'approvisionnaient en bois de chauffe pour les besoins des marcheurs, en particulier à des altitudes où la pousse des arbres est extrêmement lente, a largement participé à ce phénomène. C'est ainsi qu'ont déjà disparu des forêts entières de résineux et de conifères, de même que de nombreux arbustes et genévriers. Entre 1960 et 1980, les forêts du Teraï ont perdu un tiers de leur étendue. Érosion et inondations sont les conséquences désastreuses de ce déboisement. Aujourd'hui, des efforts sont entrepris pour tenter de préserver le manteau végétal et la faune du pays (reboisement, création de parcs nationaux, réglementation, etc.), mais ils restent insuffisants. Associés à l'inderdiction de couper du bois pour les trekkings et expéditions, ils ont permis de freiner, sinon d'enrayer, le processus de déforestation.

## Secteur secondaire

### Artisanat

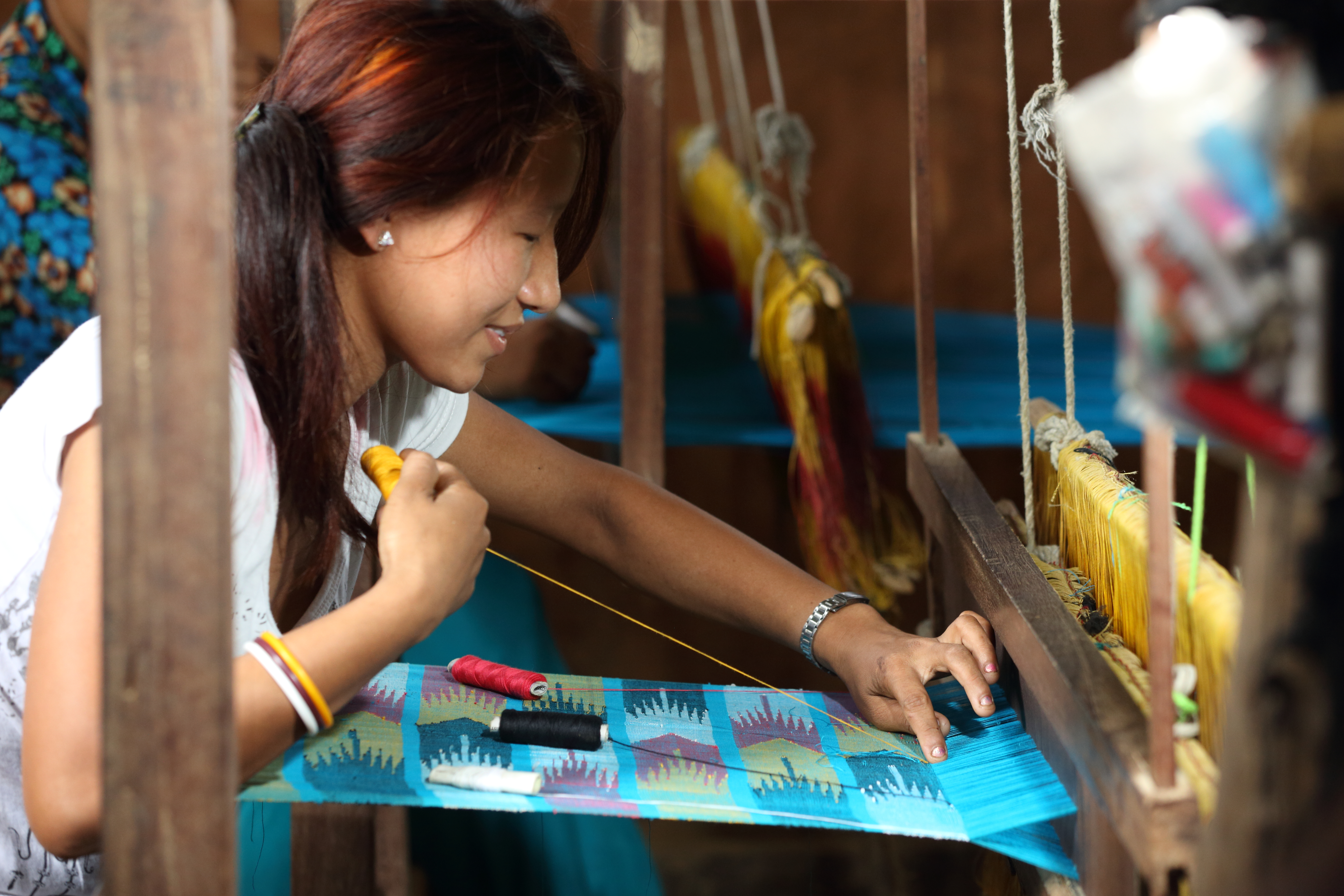
Tisseuse à Triyuga.

Le Népal exporte une partie de son artisanat, particulièrement des vêtements en laine colorée.

### Industrie

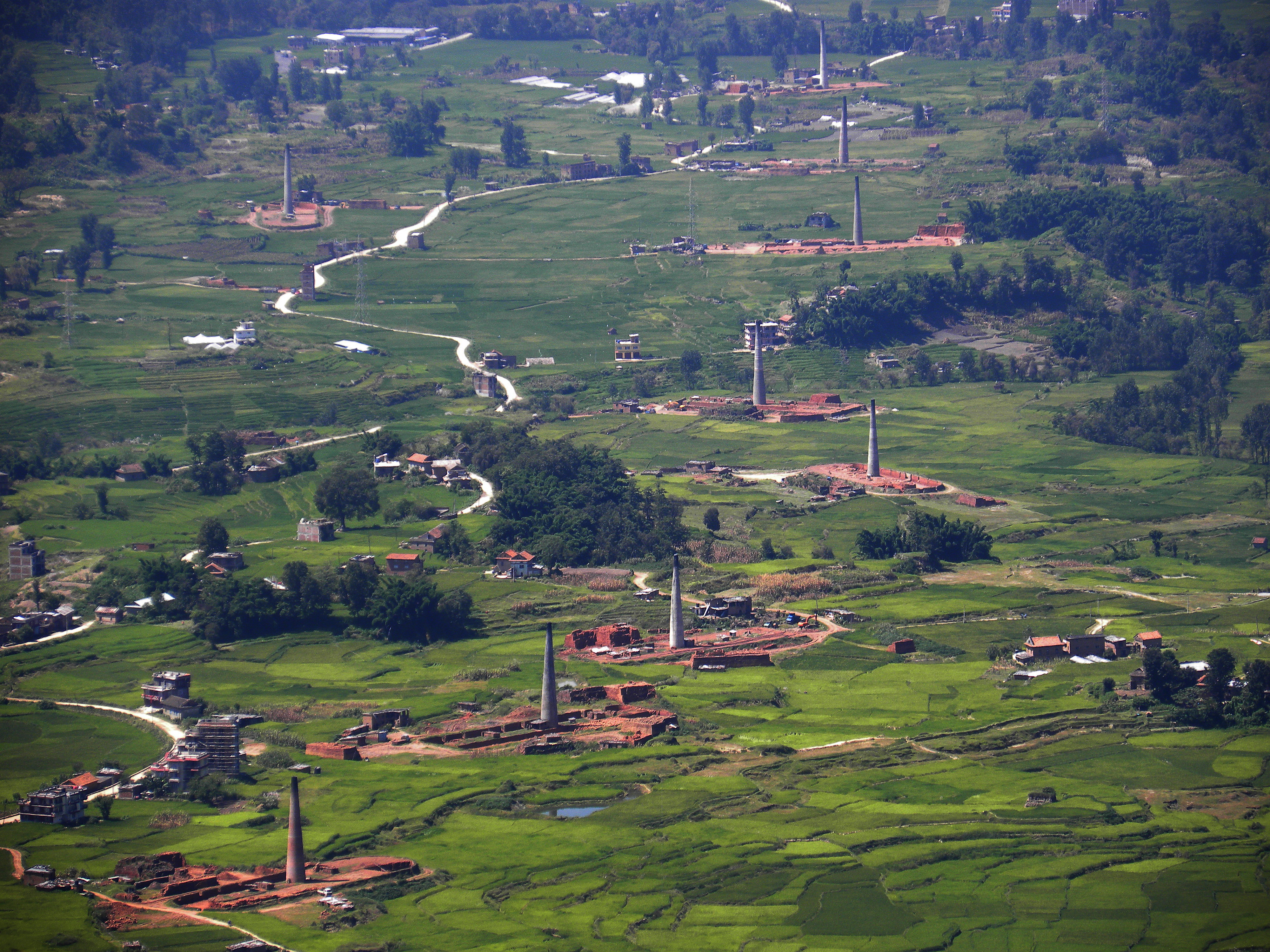
Briqueteries à Bhaktapur, 2013.

Le district de Bhaktapur compte à lui seul plus de 50 briqueteries.

### Énergie
Le pays compte de nombreuses centrales hydroélectriques.

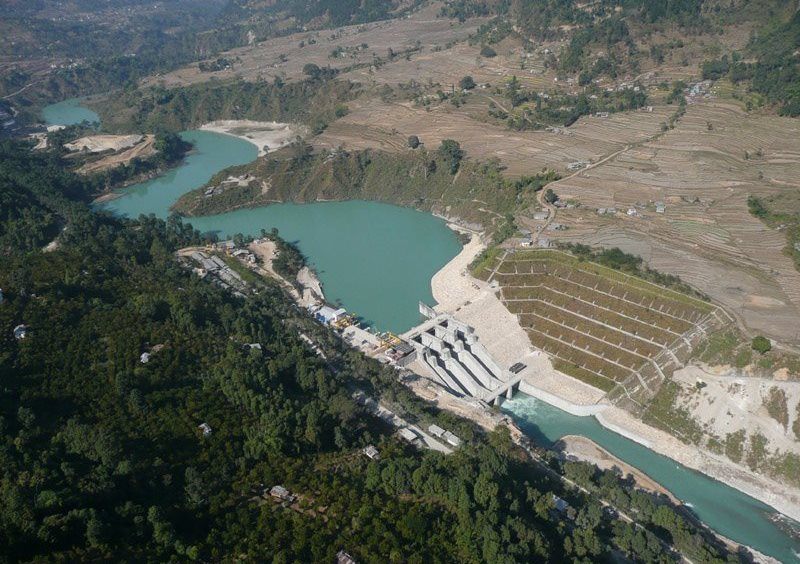
Barrage Middle Marshyandi
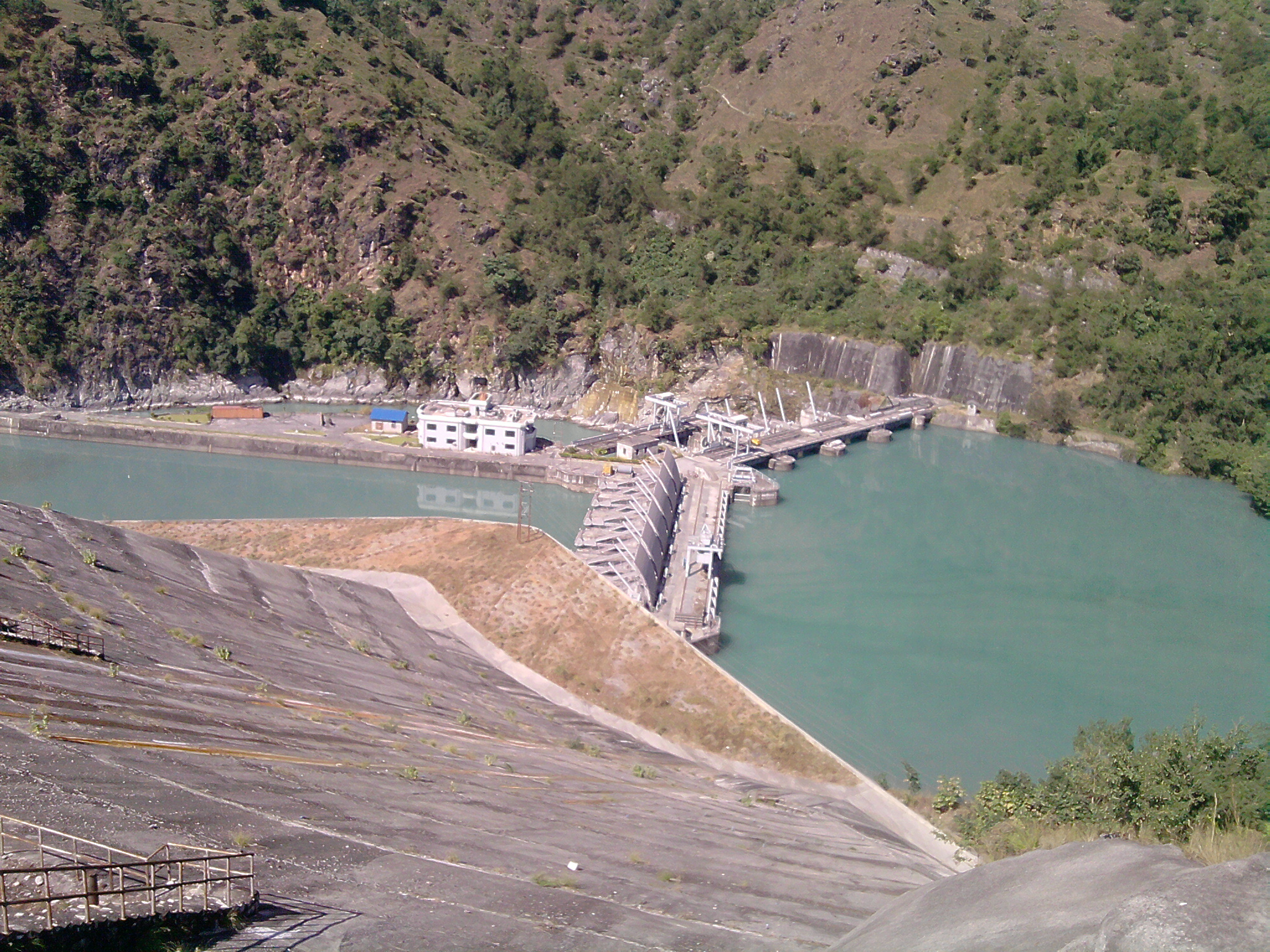
Barrage Kali Gandaki A
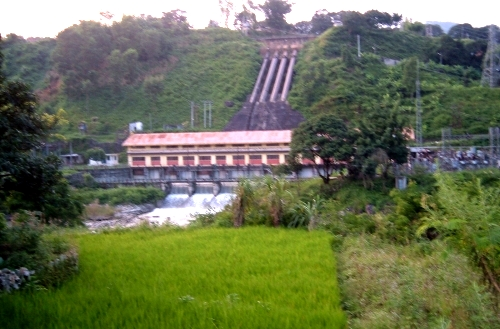
Usine Trishuli
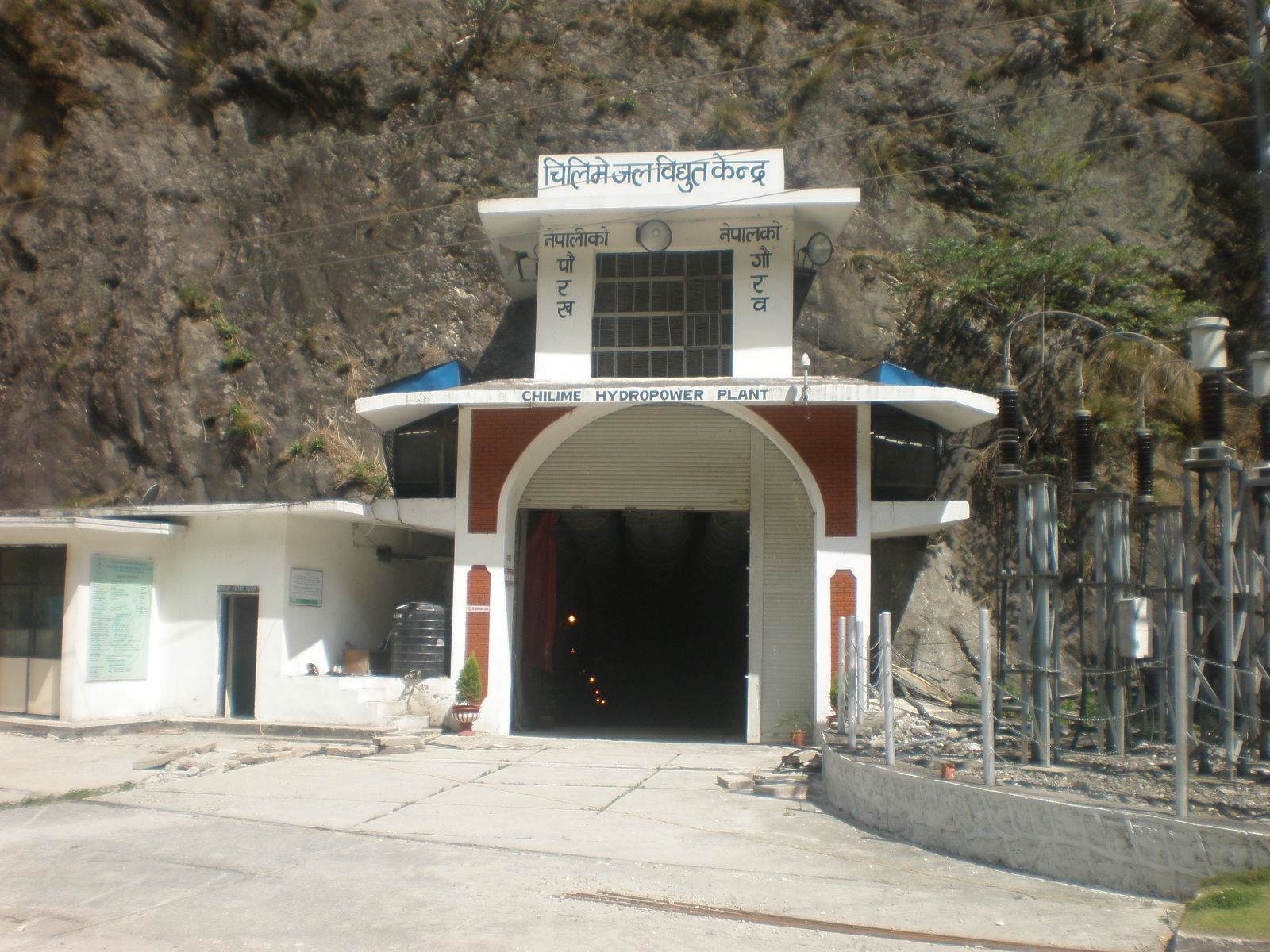
Usine Chilimie

## Secteur tertiaire

### Le tourisme

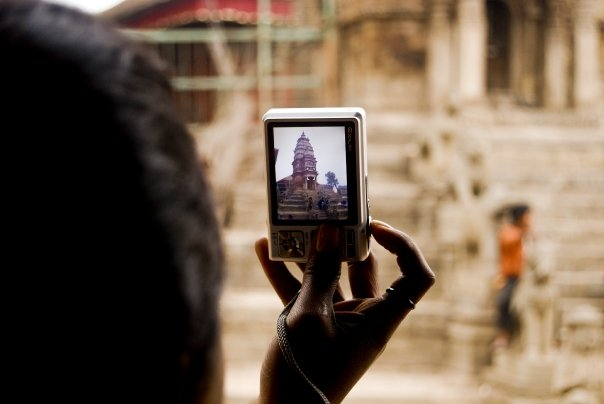
Touriste prenant une photo au temple Siddhi Laxmi.

Au cœur de la chaîne himalayenne, le Népal compte un bon nombre de merveilles naturelles, d'œuvres d'art et de richesses artistiques, culturelles et religieuses. C'est aussi une terre de fêtes, d'accueil et de traditions.
Apparu en 1951, le tourisme fut considéré comme un moyen d'accroître les revenus du pays. En 1961, l'Industrial Enterprises Act encouragea les investissements en exemptant d'impôts les industries touristiques; en 1962, un département ministériel du tourisme fut créé ; dans la vallée, des hôtels poussèrent comme des champignons ; six ans plus tard, les freaks de San Francisco débarquèrent à Katmandou pour y jouir des « plaisirs » de la drogue; par la suite, des groupes de toutes nationalités affluèrent. De 1965 à 1975, le nombre de visiteurs fut multiplié par dix. Ils étaient 5 000 à découvrir ce « pays béni des dieux » en 1962, ils sont aujourd'hui plus de 270 000.

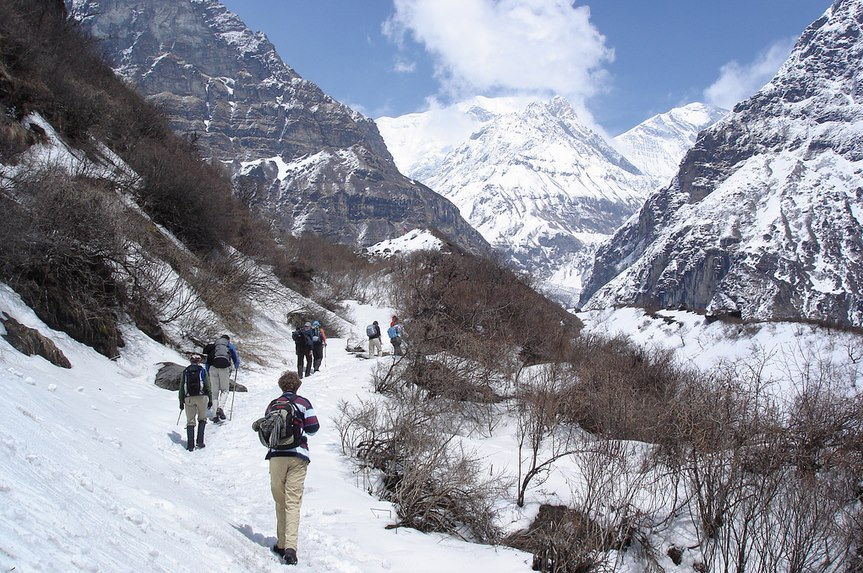
Touristes faisant du trekking dans la région de l'Annapurna.

Le tourisme - première source de devises fortes du pays - représentent plus de 25 % des réserves du trésor. Mais la majorité de ces devises quittent le pays au profit d'investisseurs étrangers qui accaparent les secteurs à hauts profits. Certains se lancent dans l'hôtellerie ou dans les agences qui, pour attirer un large public, proposent des circuits insolites (découvrir le Teraï à dos d'éléphant ou la vallée de Katmandou à bicyclette, descendre des rapides en canoë). Des randonnées en montagnes organisées par des tours-opérateurs américains utilisent des guides étrangers fort bien payés, alors que les Sherpas ne reçoivent qu'un salaire minimal de subsistance. Toutes les marchandises sont importées pour le bien-être des marcheurs. Seuls 20 % des bénéfices reviennent au Népal.
Les problèmes de sécurité que connaît le pays à la suite de l'activité des groupes maoïstes et les répercussions des attaques terroristes du 11 septembre 2001 aux États-Unis ont entraîné une diminution du tourisme, une source importante de devises étrangères.
Le Népal a d'importants projets d'exploitation de son potentiel en énergie hydroélectrique et tourisme, des secteurs qui ont récemment intéressé les investisseurs étrangers. Les perspectives pour le commerce extérieur ou l'investissement dans d'autres secteurs demeurent faibles, cependant, en raison de la petite taille de l'économie, son retard technologique, son éloignement et sa géographie sans littoral, ses problèmes politiques internes et les risques de catastrophes naturelles qu'il connaît.
Le rôle de la communauté internationale qui participe à hauteur de plus de 60 % du budget du développement du Népal et plus de 28 % de dépenses budgétaires totales continuera probablement à être dans l'avenir un facteur important de la croissance du pays.

#### La nécessité de sauver de la dégradation les monuments du pays
Si les centres touristiques de Katmandou, Patan et Bhadgaon ont été restaurés, dans de nombreux villages des toits s'effondrent, des poutres de bois sculpté cèdent, des temples se couvrent d'herbe. Selon un récent inventaire, 900 bâtiments seraient encore à restaurer, parfois de fond en comble. Il est vrai que les fondations de la plupart de ces édifices sont anciennes (XIVe siècle) et que les moussons et tremblements de terre sont destructeurs. Un plan d'ensemble avec les étapes d'une restauration systématique a été mis sur pied par des experts étrangers en coopération avec les autorités népalaises.

#### Affluence d'étrangers
L'affluence d'étrangers a aussi perturbé la vie des Népalais. En 1965, le pays enregistrait 5 000 visiteurs par an. Selon les estimations, chaque touriste s'assurait les services d'au moins deux népalais, qui ne vivaient pas nécessairement dans la zone himalayenne. Cela provoqua une "immigration" annuelle de près de 15 000 porteurs dans cette région, alors que la population autochtone ne dépassait pas 3 000 individus. L'économie des villages en fut bouleversée, les paysans préférant vendre la nourriture à prix fort à un étranger qu'à prix coûtant à leurs concitoyens. Et la situation ne s'est guère améliorée depuis.

## Diaspora
L'économie du Népal dépend fortement de l'argent envoyé par ses travailleurs migrants. En 2012, la Banque mondiale a calculé que les envois de fonds représentaient 22 % de l'ensemble de la production économique du Népal et ce chiffre est en augmentation. Les chiffres officiels montrent que 294 094 Népalais ont émigré pour trouver du travail en 2010, contre 55 025 en 2000. La majorité se rend en Arabie saoudite, aux Émirats arabes unis, en Malaisie et au Qatar pour y travailler dans la construction, dans la manufacture et comme employés de maison. Les véritables chiffres atteindraient environ le double. Le Népal est la deuxième plus grande force de main-d'œuvre migrante au Qatar après l'Inde (Secteur de la construction au Qatar). Une véritable traite de migrants s'est établie au Népal (2011), le fait d'agences de recrutement aux pratiques malhonnêtes.